# Orthonevra sachalinensis
Orthonevra sachalinensis är en tvåvingeart som först beskrevs av Violovitsh 1956.  Orthonevra sachalinensis ingår i släktet glansblomflugor, och familjen blomflugor. Inga underarter finns listade i Catalogue of Life.